# クタイバ・イブン・ムスリム
クタイバ・イブン・ムスリム (アラビア語: قتيبة بن مسلم、全名: أبو حفص قتيبة بن أبي صالح مسلم بن عمرو الباهلي Abū Ḥafṣ Qutayba ibn Abī Ṣāliḥ Muslim ibn ʿAmr al-Bāhilī) (669–715/716) は、ウマイヤ朝カリフ国に仕えたアラブ人の軍人であり、ホラサーン総督となり、ワリード1世 (705–715)の時代のマー・ワラー・アンナフルの征服で知られる。 優れた兵士であり行政官であった彼は、当地域のムスリム支配を確立し、マー・ワラー・アンナフルの大半までカリフ国の領域を広げた。705年から約710年までにトハーリスターン在地の小国に対するムスリム支配を確立し、ブハラの小国を征服した。また彼は710–712にホラズムを征服してサマルカンドを獲得しソグディアナの征服を完了した。のちにシルダリヤ川渓谷への道を開き、晩年にクタイバは毎年そこへ出征してフェルガナへムスリム支配を広げた。把握する人的労働力を増やすため、クタイバは大規模な在地ホラサーン人とソグド人兵士の徴用を開始し、アラブ人ムスリム兵士軍団とともに戦わせた。ワリード1世の死のあとクタイバは新体制のもと自身の地位が危うくなり、反乱を起こしたが自軍の支持を得るのに失敗し、敗北して殺害された。マー・ワラー・アンナフルにおける彼の征服のほとんどは、彼の死後失われた。740年代になってはじめてクタイバの到達線を回復し、751年のタラス河畔の戦いのあとやっと強固にムスリム支配に置かれるようになった。
中国語資料の『冊府元亀』では“屈底波”として現れる。

## 生涯
クタイバは669年にバスラで生まれた。家族はバスラの有力者だった。彼は700/701年のアブドゥッラフマーン・イブン・アル=アシュアス （Abd al-Rahman ibn al-Ash'ath）の en:Khurramite反乱の鎮圧に参加して頭角を表し、 イラクと東部の総督アル=ハッジャージュ・ブン・ユースフ(en:Al-Hajjaj ibn Yusuf)に取り立てられる。アル=ハッジャージュの庇護の下、 701年ウマル・イブン・アビー・アル=サルト(Umar ibn Abi'l-Salt)の反乱でレイ (イラン)の地を獲得し、この都市の支配者となる。そして704/705年カリフアブドゥルマリクはクタイバをホラサーン総督に任命する。クタイバを選んだことは、出身部族であり比較的弱かったバーヒラ族(bahila,ar:باهلة)に歓迎された。この選択はどちらにも属さない支配者を与えることでホラサーンにおける南アラブ人つまり「イエメン人」（アズド族en:azd）と北アラブ人（カイス族en:qays）という2つの部族同盟の破壊的確執をやめさせようというアル=ハッジャージュの意図によるものだった。バーヒラ族は2つのグループに中立だったが、たいていカイス族と同盟していたので、ヤズィード・ビン・アル=ムハッラブの治世にホラサーンで優勢だったアズド族の力を弱めようというアル=ハッジャージュの政策は推進された。加えて、クタイバは自身の部族的基盤を持っていなかったため、自身の庇護者に強固に従い続けるだろうと期待された。 クタイバは次の10年間中央アジアで過ごし、そこのムスリム支配を固め広げた。この遠征で、彼の軍と外交と組織の能力が大いに役立ち、在地のイラン系住民と強力な「ディフカン(dihqan)」（地主）階級の支持を得ることに成功した。

### トルキスタンとブハラの征服

ホラサーン北部、マー・ワラー・アンナフル、トハーリスターンの地図

最初にクタイバが自らに課した任務は、下トハーリスターンの反乱の鎮圧であり、これはバルフの再征服で速やかに成し遂げられた。こうしてクタイバは、 al-Saghaniyan王Tishを始めとする、上アムダリア川渓谷の在地諸侯の服従を確実にした。ペルシャ人スsulaymによる長い交渉のあと、エフタルの支配者でバードギースの王であるタルカン Nizakはクタイバに降伏し、遠征に同行することを誓った。  706–709年、クタイバは長く血なまぐさいソグディアナ征服に専念した。当時のソグド人は内戦で分裂しており、2ヶ月の包囲の後、クタイバはやすやすとソグディアナの首都ブハラにほど近いパイカンド（畢国）en:Poykentの都市を獲得することができた。少数の守備兵を残して彼は出発したが、すぐに住民による反乱が起こった。アラブ軍は帰還して都市を略奪した。戦闘年齢の男子は処刑され、女子供は奴隷として売り払われ、鎧や武器といった膨大な戦利品が積み上げられ、支給された。 残虐な罰が略奪された国であるバイカンドに課せられた。ソグド人は内紛を中断し、マー・ワラー・アンナフルの諸侯はWardan Khudahのもと団結した。707年の遠征で、クタイバは中心から離れたTumuskathとRamithanaの2つの町を獲得したが、その後マー・ワラー・アンナフル同盟軍に背後を脅かされた。クタイバは戦いをやめ、時間稼ぎの交渉をして、鉄門を通ってアムダリア川をテルメズで渡り川の向こう側へ素早く退却した 708年の遠征もまた失敗に終わり、アル=ハッジャージュを激怒させた。 709年に、アル=ハッジャージュは新たな計画を建てた。アラブ軍はブハラに直接攻撃を仕掛け、同盟の指導者のWardan Khudahが突如死亡したことにより弱まっていた同盟に襲いかかった。都市は強襲され、20万ディルハムの貢納が賦課され、アラブ守備兵が置かれた。直接の余波として、サマルカンドの支配者がクタイバヘ外交使節を送り、カリフ国に進貢従属国となった。
しかしこの成功の後、709年の秋にバードギース王Nizak率いる下トハーリスターン各地で反乱が起こり、バルフ市と諸侯のYalqaとFaryabが支援した。全土を反乱に立ち上がらせるため、Nizakは通常のトハーリスターン領主つまりヤブグにも反乱に加わるよう強制した。この年は直接対決するには前進しすぎていたため貢納を基礎としたムスリム軍はほとんど解散しかけていたが、しかしクタイバは兄弟のアブドゥッラフマーンにメルヴの約12,000人の守備兵を率いてバルフに向かいムスリムの地位を守るよう命じた。この動きによりさらなる諸侯が反乱に加わるのを押しとどめ、春にアブドゥッラフマーンはトハーリスターン全土に流血をともなうことなくムスリム支配を再建立することに成功した。反乱した支配者のほとんどは逃亡するか降伏し、最終的にNizakも捕らえられ助命の約束にもかかわらずアル=ハッジャージュの命により処刑された。また「ヤブグ」はダマスカスへ追放され人質として留められた。トハーリスターンはより強固にカリフ国へ組み込まれ、アラブ地区の代表者が在地諸侯と並んで指名され、在地諸侯はだんだんと2次的立場へ追いやられていった。アブドゥッラフマーン・イブン・ムスリムは県の出来事を監視させるためバルフ近郊に守備兵を駐屯させた。Nizakの反乱はつかの間のものだったにもかかわらず、トハーリスターン北部山岳地帯のシュマン(Shuman)王とアフルン（AkharunまたはAkhrun）王は同様に反乱を決心した。クタイバは軍勢を率いて要塞を包囲して獲得した。王は戦いに敗れ、その支持者は処刑された。クタイバは鉄門を越え西へ行軍し、キシュとナサフを取りブハラを訪れ、アラブと現地人の間に関係を置き、そこで若いソグド人諸侯Tughshadaを「ブハル・フダー（Bukhar-Khudah）」(ブハラ王)の座に据えアラブ軍事植民地を建立した。そして712/713年に、クタイバは都市の城塞にモスクを建てた。しかしながらアラブの権力者は現地人の改宗を礼拝に出席したら報酬を払うことにより奨励したため、イスラーム化はゆっくりと進んだ。
同時に、クタイバは東方の以前の習慣からの決定的な離反となった処置を始めた。彼は、通常1万から2万の兵員からなりほとんどが非改宗者からなる現地ホラサーン人部隊の徴収の引き上げを命じ、アラブ部族軍「ムカーティラ(muqatila)」の補助とした。a[›]この処置は、後にソグディアナとホラズムの新征服地に拡大された。 Gibbの示唆によれば、この動きは征服地の支配とムスリム遠征の継続のためのより多くの部隊の必要性に応えたものかも知れないという。これは現地の労働力をアラブのために役だてて消耗される手段であるのと同時に、反アラブ反乱のリスクを軽減させるためであった。Gibbはまた現地勢力をつくることはクタイバの自身の権力基盤を建立しようとした試みであったことを示唆する。  712年から、クタイバは「弓兵(Archers)」として知られた、特殊な軍団を作り始め、その中にはホラサーン人とトハラ人とソグド人の貴族がいた。彼らの技能は「rumāt al-buduq」(瞳を射抜く射手)と呼ばれ、おそらく護衛として仕えた。 ホラサーン人改宗者出身のハイヤーン・アン=ナブティー（Hayyan an-Nabati）は主要な指導者として頭角を現し、ホラサーン人の徴集兵の指導者とソグド人の主要な交渉者として頻繁にタバリー(Tabari)の報告書に登場する。
711年後半、アル=ハッジャージュはクタイバにザブリスタンen:Zabulistanのエフタル人王国に向かって行軍するよう命じた。ここの支配者はen:Zunbilの称号を持ち、長い間アラブ側の不屈の棘でありつづけ、シースターン州en:Sistanを脅かしていた。また彼に対する幾度もの遠征は失敗しており、休戦協定で貢納の交換を合意していた。加えて、自由なザブリスタン王国の存在は、トハーリスターンのエフタル人小国に対するムスリム支配の安定に脅威であった。なぜなら小国がこれから救援を求めるかもしれないからだった。こうしてクタイバは大軍を率いて南に向かったが、'Zunbilはすぐに降伏と貢納の支払いを申し出た。簡単な成功に満足したクタイバは、ザブリスタンの山での遠征の危険を冒したくなかったので、離れた。守備兵が置かれなかったので、アラブ軍が離れるとすぐ、Zunbilは貢納の支払いを止めてしまった。

### ホラズム征服とアムダリア遠征
クタイバの南部での不在の隙をついて、サマルカンド住人はアラブに対し受身の姿勢だった支配者を打倒し、代わりに en:Ghurakを迎えた。クタイバが711/712年の冬にサマルカンドへの行軍を準備していると、ホラズム王よりの外交使節が来て兄弟のKhurrazadhに対する反乱の支援を依頼してきた。クタイバは電光石火の速さで軍勢を進め、兄弟のアブドゥッラフマーンがKhurrazadh の軍を破り、彼は自分の使う1万のホラズム人徴用兵を確保した。しかしホラズム人はクタイバが発ってすぐ反乱を起こし支配者を殺した。年が明けないうちにクタイバはアル=ムギーラ・イブン・アブドゥッラー（al-Mughira ibn Abdullah）率いる軍を派遣してこの地区を鎮圧した。アラブ人は反乱を煽った上流階級のほとんどを虐殺し、ホラズムにアラブの直接統治を導入した。しかし現地の王朝はその場所に残された。
ホラズムを出発すると、軍がだんだんと衰弱し遠征を終わらせなければならなかったため、クタイバはまっさきにメルヴに引き返した。しかし行軍中、クタイバは突如向きを変えサマルカンドへ向かった。ソグド人軍はほとんど解散したので、アラブ人は少ない足手まといで真っ直ぐその都市に向かい包囲を敷いた。Ghurakと都市の住人は決心をもってアラブ人に抵抗し、シャーシュ（タシュケント）とフェルガナの領主に救援を求めた。シャーシュの領主は強力な軍の支援を送ったが、待ち伏せに会いアラブ人に壊滅させられた。アラブの攻城兵器が壁に日々を入れた時この知らせが届き、Ghurakは講和せざるを得なかった。クタイバは最初に驚くほど寛容な条件を承諾した。それは毎年の貢納の支払いと部隊の支給、都市内のモスクの建設とアラブ軍による祝いの礼拝だった。しかし都市にはいると、クタイバは占領して守備兵を置いた。彼の兄弟のいずれか（アブドゥッラフマーンかアブドゥッラー）が統治者として残され、非ムスリムが城塞に入ることを禁ずる命令が出された。Ghurakとその従者は都市を離れ、遥か北に新都市Farankathを建設した。この背信行為によりクタイバはマー・ワラー・アンナフルのほとんどを（仮ではあったが）支配下に置くことが出来たが、同時にソグド人の間での彼の名声は相当損なわれた。
アラブ側の資料では、この時ソグド人の諸侯が西突厥または突騎施（テュルギシュ）部にアラブに対抗する救援を求めたとされるが、この記録の年表と真実性に疑問が付く。 いずれにせよ、次の2年間クタイバはカリフ国の拡大に従事し シルダリヤ川渓谷の支配を得た。大軍が、約20,000人のソグド人の徴用兵の助けを得て、713年前半に渓谷へと入軍した。現地の徴用兵はシャーシュに派遣され、そこを獲得したと伝えられ、一方クタイバはアラブ人とともにホジェンドとフェルガナへと進軍した。この遠征について余り分かっていないが、ホジェンドの前にウシュルーサナen:UshrusanaのMinakでの戦勝が記録され、唐の宮廷にアラブ人使節を送ったことが中国側の資料により裏付けられている。タバリーはクタイバが唐の領土のカシュガルまで進軍したと記録しているが、この主張はH.A.R. Gibbによって却下されている。 714年、クタイバはおそらくシャーシュを拠点として、シルダリヤ川沿いの遠征を再開したが、アル=ハッジャージュ死亡の知らせを受け取りこの作戦は中断された。庇護者の死によって彼の地位は不安定となり、彼は軍を解散するとメルヴへと戻った。

### 反乱と死
カリフのワリード1世はクタイバの総督の地位を再保証し、かれの州をイラク総督から独立させさえしたが、依然としてクタイバの地位は不安定であった。アラブ軍は絶え間なく続く遠征に倦み、また依然としてに党派的競争よって分裂しており、クタイバは最も強力な部族集団を疎んじていた。彼は概して現地イラン人には人気があったが、イラン人部隊の指導者のハイヤーン・アン=ナブティーは密かに彼に背くようになっていた。しかしクタイバは全くこの状況に気づかず、715年に遠征の準備を始め、フェルガナとシルダリヤ川渓谷の完全な征服を目論んだ。彼の唯一の関心は、古くからのライバルのヤズィード・ビン・アル=ムハッラブ（Yazid ibn al-Muhallab）が、アル=ハッジャージュの死後、カリフの寵愛を回復するかもしれないということだけだった。家族と親族をメルヴからシャーシュへと移しアムダリア川に近衛兵を置く他は、ほとんど注意を払わなかった。 カリフのワリード1世の死とその弟 スライマーン・イブン・アブドゥルマリクの即位が伝えられた時、フェルガナに対する作戦の真っ最中であった。クタイバはスライマーンを継承から外すことに賛成の議論をしていたので、新カリフはクタイバの仇敵であった。スライマーンは総督の地位を保証したが、クタイバはまもなく解任になるのではと恐れた。最終的にダマスカスでの新体制との交渉は失敗し、クタイバは反乱に踏み切った。アラブ人徴用兵は協力を拒否し、イラン人部隊は好意的ではあったが、ハイヤーン・アン=ナブティーによって協力の宣言を妨害された。彼の家族とバーヒラ族の仲間と近衛兵の射手だけが忠実だった。反対派は、タミーム族en:Tamimに率いられ、指導者のワキーウ・ビン・アビー・スード・アッ＝タミーミー （Waki ibn Abi Sud al-Tamimi、ar: وكيع بن حسان التميمي）を中心に団結した。715年の8月 (タバリーによれば)または716年初頭 （イブン・クタイバen:Ibn Qutaybahによれば）に、クタイバとその家族はフェルガナでアラブ人兵士に殺された。ワキーウ・ビン・アビー・スードは総督の地位を継ぎ、軍にメルヴへの帰還を命じ、解散させた。
クタイバの死後、マー・ワラー・アンナフルでのアラブ人の地位はすぐに崩れさった。彼の後継者は、現地の反乱やテュルギシュ・可汗国の侵略に直面して、征服地を維持することが出来ず、マー・ワラー・アンナフルのほとんどが放棄されるか激しい係争地となった。この時期において、アラブ人は「乾きの日(en:Day of Thirst)」や「隘路の戦い(en:Battle of the Pass)」での激しい打撃に苦しみ、他国との対立で弱体化した。 738年になってやっと、ナスル・イブン・サイヤール（en:Nasr ibn Sayyar）の元で、ウマイヤ朝はカリフ国のマー・ワラー・アンナフルのほとんどにおける支配を回復することが出来て、751年のタラス河畔の戦いでのアッバース朝の中国に対する決定的な勝利でやっと、現地諸侯はとうとうムスリムの覇権を受け入れた。.南部でも、ザブリスタンの Zunbilがカリフ国への貢納の支払いを取りやめ、数十年間にわたり断固として独立し続けた。 クタイバが征服で果たした役割と漸次的な中央アジアのイスラーム化は重大であり、後世にフェルガナの彼の墓は現地ムスリムの巡礼の場となった。 彼の子孫は影響を持つ地位にあり続けた。息子のムスリムはバスラの総督であり、孫のアブー・アムル・サイード・イブン・サルム（Abu 'Amr Sa'id ibn Salm）はアッバース朝でいくつかの州総督であった。